# Marion (Arkansas)
Marion is een plaats (city) in de Amerikaanse staat Arkansas, en valt bestuurlijk gezien onder Crittenden County.

## Demografie
Bij de volkstelling in 2000 werd het aantal inwoners vastgesteld op 8901. In 2006 is het aantal inwoners door het United States Census Bureau geschat op 10.151, een stijging van 1250 (14,0%).

## Geografie
Volgens het United States Census Bureau beslaat de plaats een oppervlakte van 34,8 km², geheel bestaande uit land. Marion ligt op ongeveer 195 m boven zeeniveau.

## Plaatsen in de nabije omgeving
De onderstaande figuur toont nabijgelegen plaatsen in een straal van 24 km rond Marion.